# 四川宏达集团
四川宏达集团是中華人民共和國四川省一家以冶金、矿山、化工、房地产、国际贸易、旅游开发、金融、酒店行业為主的私營企业集团。1979年7月，刘沧龙在什邡創辦該企業。四川宏达集团注册地同樣位於什邡市，总部位於成都市，下轄35家企业，其中2家為上市公司。該公司曾牽涉入2012年什邡市反对钼铜项目事件。

## 外部連結
- 官方网站